# Суд (карта Таро)

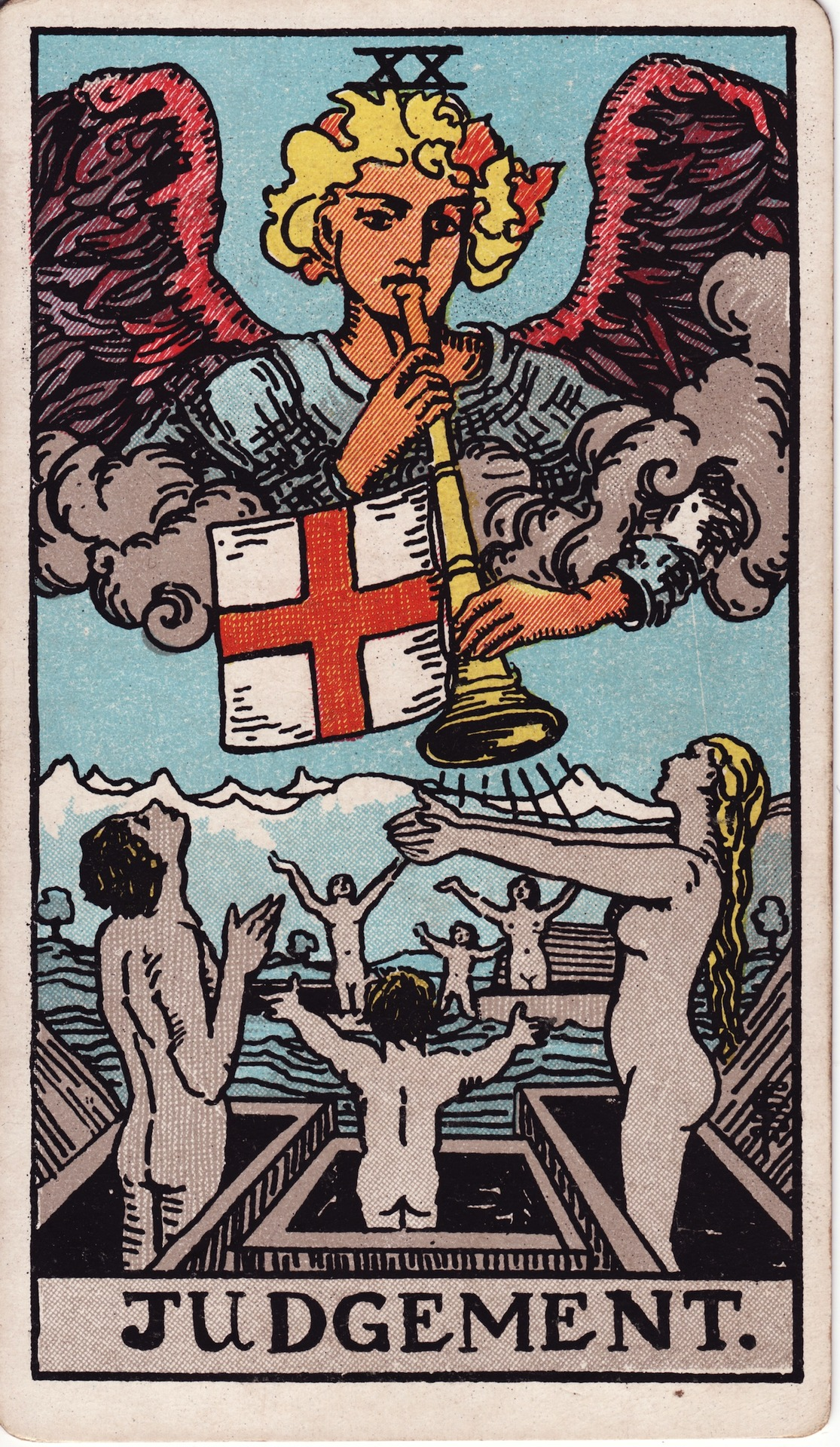
Таро Райдера — Уэйта

Суд, Воскресение — карта № 20 старших арканов колоды Таро.

## Сюжет карты
На карте изображено наступление Страшного суда. Вверху трубят ангелы, внизу открываются могилы, откуда восстают усопшие.

## Соответствия в классических колодах
| Колода             | Номер | Буква иврита | Символ (астрология, стихия) | Оригинальное название |
| ------------------ | ----- | ------------ | --------------------------- | --------------------- |
| Таро Папюса        |       |              |                             |                       |
| Таро Райдера-Уэйта |       |              |                             | Judgement             |
| Таро Тота          |       |              |                             |                       |
| Египетское Таро    |       |              |                             |                       |